# ایوان ایساکوف
هوهانس «ایوان» استپانوویچ ایساکوف (ارمنی: Հովհաննես Իսակով؛ ۲۲ اوت ۱۸۹۴ – ۱۱ اکتبر ۱۹۶۷) زادنام هُوْهانِس تر-ایساهاکیان (ارمنی: Հովհաննես Ստեփանի Իսակով) یک فرمانده نظامی اهل ارمنستان شوروی بود. وی رئیس ستاد نیروی دریایی شوروی، معاون وزیر نیروی دریایی شوروی و دارای رتبه دریابد ناوگان اتحاد جماهیر شوروی بود.

## زندگی‌نامه
وی در ۲۲ اوت ۱۸۹۴ در روستای حاجی‌کند به دنیا آمد و از ru:Отдельные гардемаринские классы (۱۹۱۷) و آکادمی نیروی دریایی کوزنتسوی (۱۹۲۸) فارغ‌التحصیل گشت. وی همچنین برندهٔ جوایزی همچون قهرمان اتحاد شوروی، نشان لنین،  قهرمان اتحاد شوروی، نشان پرچم سرخ، نشان اوشاکوف (درجه یک)، نشان جنگ میهنی (درجه یک)، نشان ستاره سرخ، مدال دفاع از لنینگراد، مدال دفاع از مسکو، مدال دفاع از سواستوپول،  مدال دفاع از قفقاز، مدال به خاطر پیروزی مقابل آلمان در جنگ بزرگ میهنی (۱۹۴۵–۱۹۴۱)، مدال به خاطر پیروزی مقابل ژاپن، مدال بزرگداشت ۸۰۰مین سالگرد مسکو و مدال بزرگداشت ۲۵۰مین سالگرد لنینگراد شده است. وی در ۱۱ اکتبر ۱۹۶۷ در سن ۷۳ سالگی در مسکو درگذشت و در گورستان نووودویچی به خاک سپرده شد.

## نگارخانه

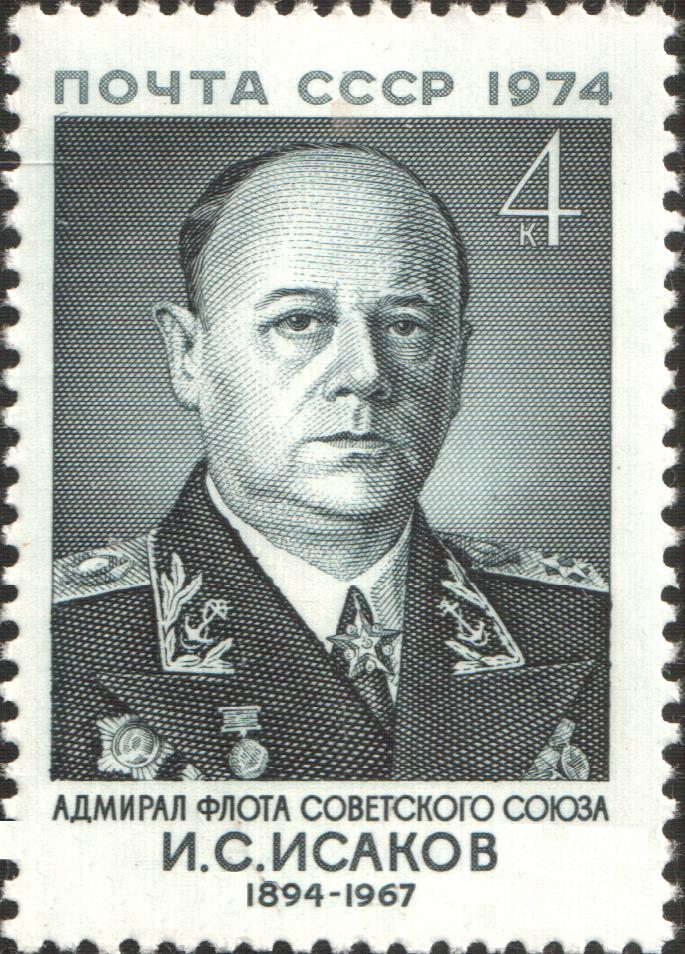
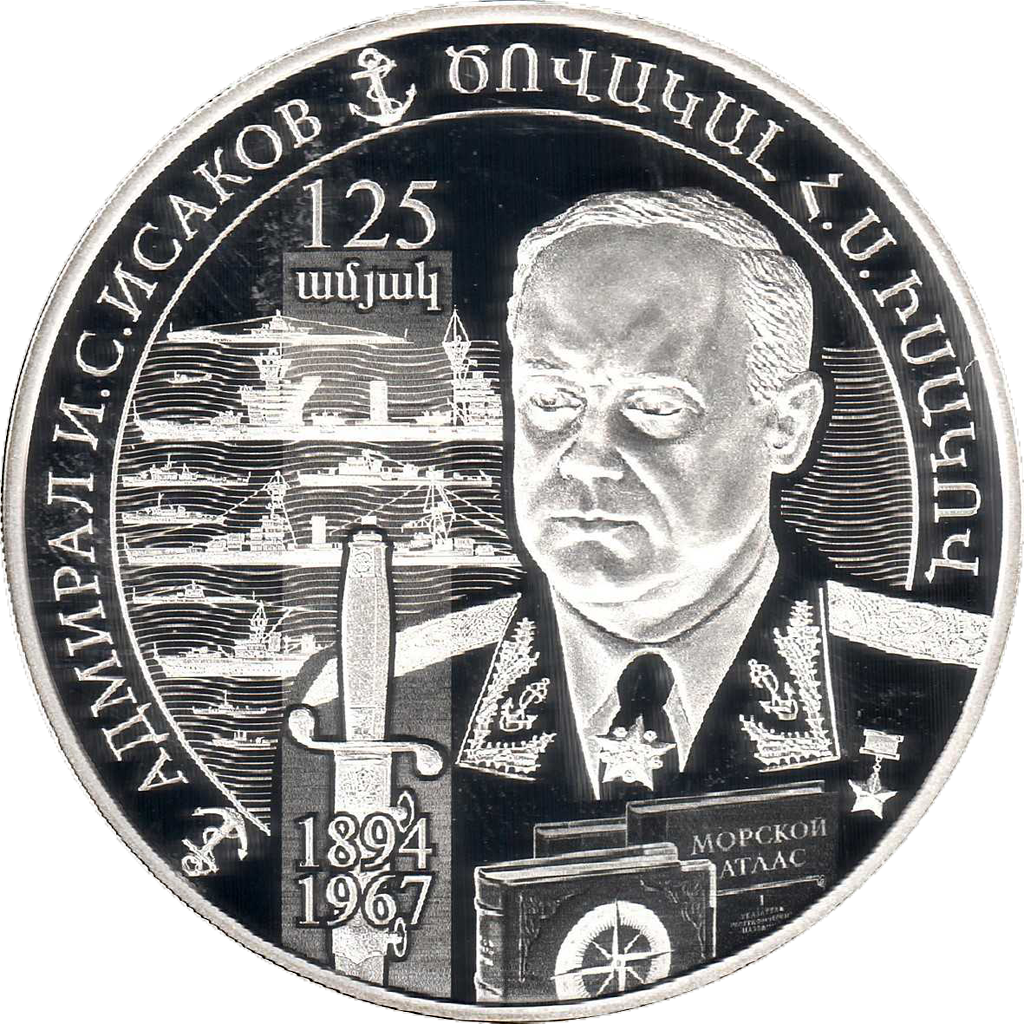
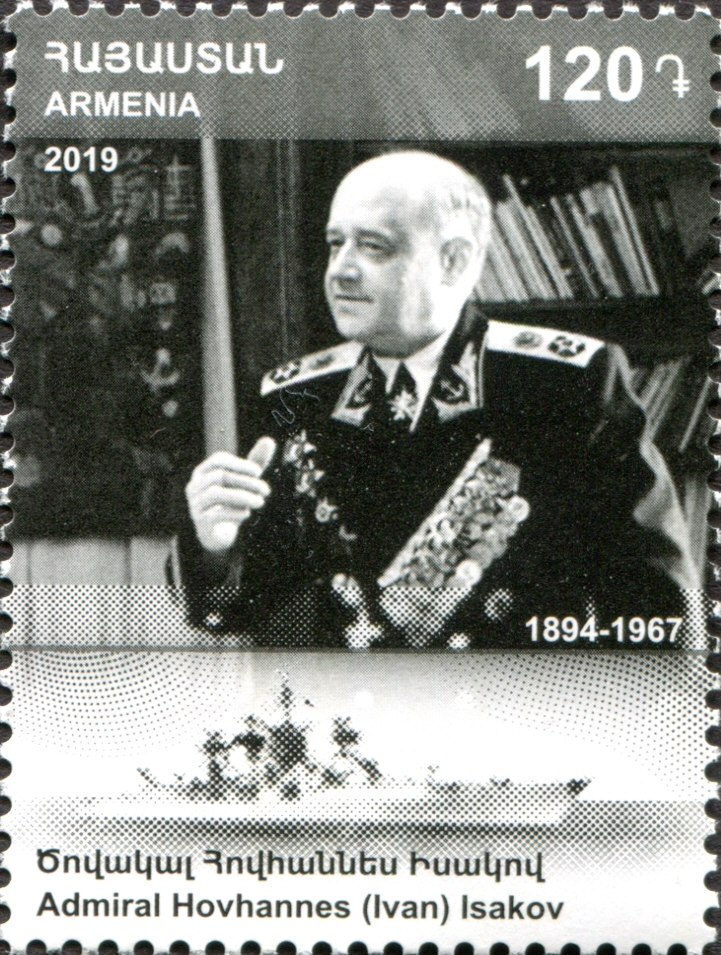